# ゲーセケ

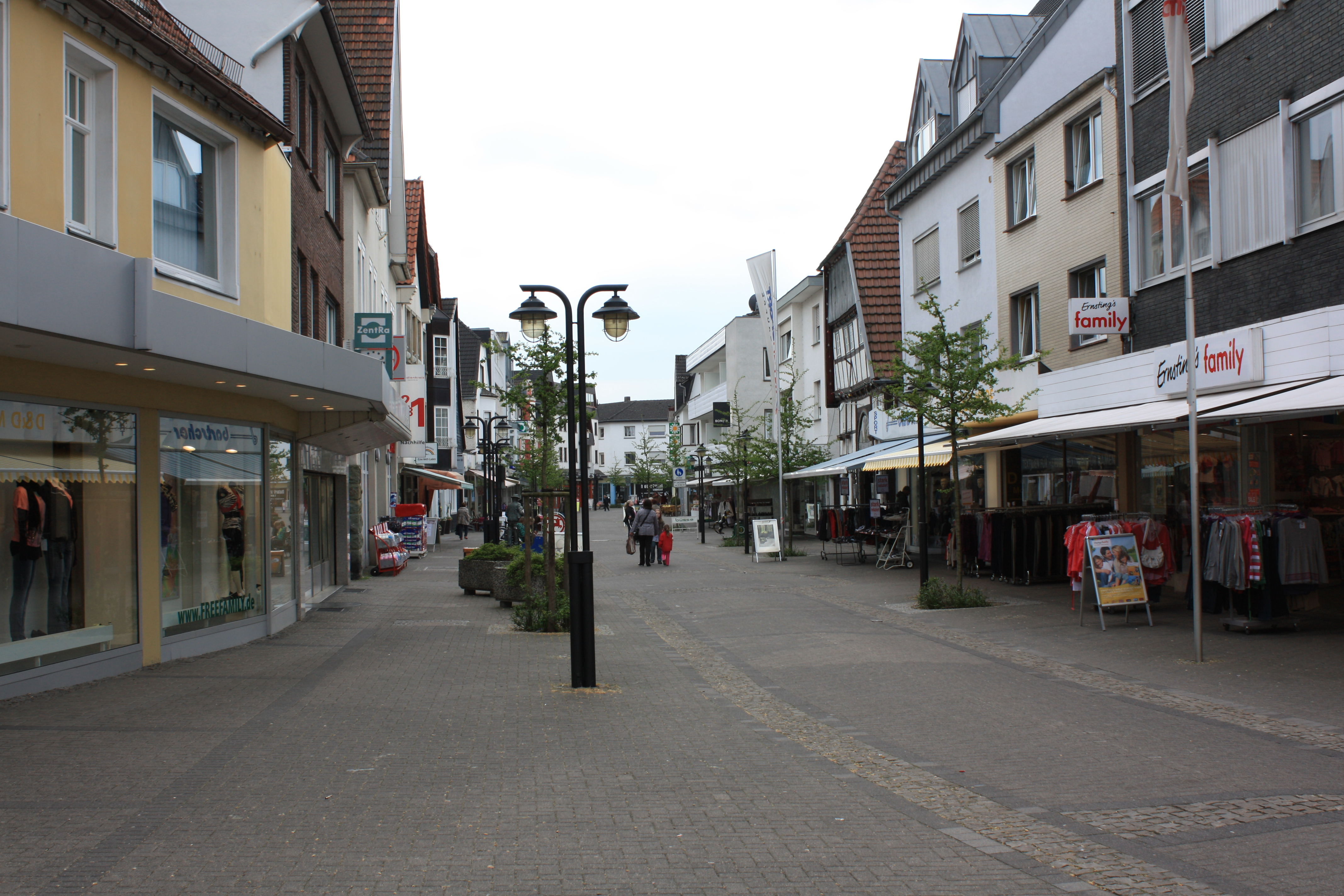
ゲーセケの中心街

ゲーセケ、ゲーゼケ (ドイツ語: Geseke, ドイツ語: [ˈɡeːsəkə] [ˈɡeːzəkə] ( 音声ファイル)) は、ドイツ連邦共和国ノルトライン＝ヴェストファーレン州アルンスベルク行政管区のゾースト郡に属す中規模都市である。この街は（中央ヨーロッパにおける）青銅器時代から継続的に定住地として利用されてきた。中世には何世紀にもわたってヴェストファーレン公領すなわちケルン大司教・選帝侯領と、パーダーボルン大司教区との最も重要な国境の都市であった。ゲーセケはゾーストの援助都市として中世にはハンザ同盟に加盟し、現在は「新時代のハンザ同盟」に参加している。この街は、19世紀になるまで農業主体の街であったが、その後鉄道が開通したことで、近世にはセメント産業や鉄鋳造業が興隆した。現在は様々な中規模企業がこの街に存在している。さらにゲーセケは、何世紀も前から成長を続け、リップシュタットとパーダーボルンとの間に位置することで現在もさらに成長を続けている数少ない郡所属市の一つである。

## 地理

### 位置
ゲーセケは、ゾースト郡に位置し、ヘルヴェーク（中世の交易・軍事街道。現在の連邦道 B1号線）に面している。南のシュタインハウゼン近郊にあるインターチェンジでアウトバーン A44号線（ドルトムント - カッセル）を利用できる。ゲーセケから遠くないアーデン近郊にはパーダーボルン/リップシュタット空港がある。
ゲーセケは、地形上はヴェストファーレン盆地のヘルヴェーク沃野の一部であるゲーセケ沃野に位置している。より細かくは、南に向かって上るハール山の斜面とヘルヴェーク北側の平らなヘルヴェークタールングに分けられる。後者はさらに北に向かうとオストミュンスターラントに続くオーベーレ・リッペタールングに至る。市域の南西はパーダーボルン高地の支脈に達する。

### 市の構成
- 中核市区は、二次居住者を含め 14,772人が住む（2017年10月31日現在[4]。本セクションの以下の人口も同様である）。この地区はパーダーボルン郡に囲まれており、西側だけが旧アムト・シュテルメーデとの合併によってゾースト郡とつながっている。
- シュテルメーデは人口 2,481人のゲーセケ最大の市区であり、中核市区からわずか 1 km の距離にある。近年、中核市区とシュテルメーデとの間に新たな住宅地が建設された。
- エーリングハウゼンは、シュテルメーデの北に位置する人口 1,575人の2番目に大きな市区である。
- ランゲナイッケは、シュテルメーデの西に位置する人口 1,180人の第3の市区である。
- メニングハウゼンは人口 849人である。
- エリンガーフェルトはバロック様式の城館エリンガーフェルト城を有している。人口は810人である。エリンガーフェルトには1965年から約1,200人が起居するドイツ最大の寄宿舎付きの学校があったが、1987年8月に破産申し立てを行った[5]。2006年8月に学校と学生寮は、レーゲンボーゲン教育工房パーダーボルンの運営で再開された。
- ベニングハウゼンとエルムジングハウゼンはそれぞれ人口99人、75人のゲーセケで最も小さな市区である。両市区では通りに名前が付けられておらず、家屋に番号がつけられている。

### 隣接する市町村
ゾースト郡内の市町村では、西がエルヴィッテおよびリップシュタット、南がリューテンと境を接している。他はパーダーボルン郡で、北東がザルツコッテン、南がビューレンに接している。本市はパーダーボルン郡に向かって突き出しており、三方（北、東、南）をこの郡に囲まれている。

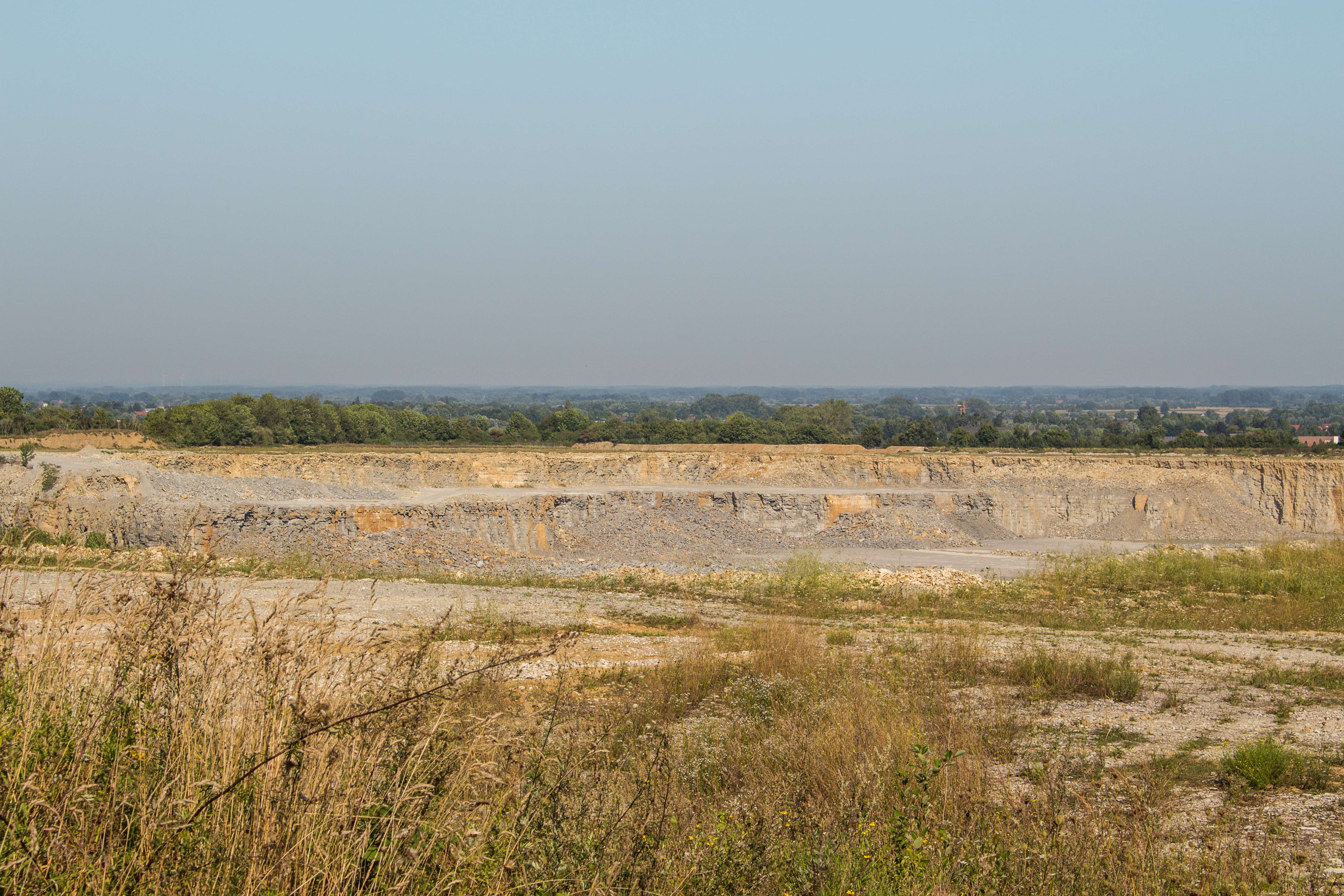
ゲーセケ東部の採石場

### 地質学
ゲーセケ市の発展は、主に石灰岩採掘とヘルヴェークのカルスト水源によっていた。
ヘルヴェーク付近のミュンスターラント盆地の南東縁に沿って伸びる白亜紀後期のプレナー石灰岩は、ゲーセケ地域で発展したセメント産業の基盤であった。19世紀の終わり頃にセメント工場が設立されて以降、所有権の変遷を受けながらも発展を続け、現在この地域の重要な産業となっている。石灰石の採掘によって、市の南部には多くの採石場が設けられ、その景観を決定づけている。
市域内の水（ゲーセカー・バッハと、フェルメダー・バッハおよびシュテルメダー・バッハの支流）は総じてヘルヴェークに典型的なカルスト水源から湧出し、ハールシュトラングやパーダーボルン高地から流れ出すカルスト地下水を受け取っている。特徴的なのは、ヘルヴェーク南側の白亜紀石灰岩の分布地域における数多くの涸れ谷やシュレッデである。これらの谷には時々水が流れるだけである。これらは雪解け水や長雨、あるいは激しい荒天の大量の水を流す主軸となっている。

## 歴史

### ゲーセケの最初の定住
多くの凍結しない水源があり、極めて肥沃な黄土の土壌であるヘルヴェーク地域には、石器時代から人が住んでいた。何層もの出土品がそれを証明している。特に、エルジンガー監視所やエリンガーフェルト周辺の墳墓などである。青銅器時代から鉄器時代のトゥードルファー・ヴェーク埋葬地の未発掘部分の調査が2014年に行われた。すでに1997年の発掘によって、ここが長く使われていた墓地であることは判明していた。青銅器時代後期からローマ帝国時代初期の700年以上にわたる73体の遺骨と数多くの副葬品が、このフェルメダー・バッハおよびゲーセカー・バッハの水源から近い場所で埋葬が行われていたことを示している。
現在のゲーセケ地域では、6世紀から7世紀に中世初期の集落が形成された。1973年の発掘作業により内市街の修道院の敷地からフランクの製陶窯が発掘された。これは当時の地方貴族が所有していたものである。この窯は、799年にカール大帝と教皇レオ3世とのパーダーボルンでの会談により完了した「公式な」カロリング朝による征服以前に、ザクセン人居住地域にフランク人の入植地が存在した証拠とされている。
ゲーセケ集落の最初の文献記録は、833年のルートヴィヒ敬虔王の寄進状である。リクダック伯は "Geiske" に5フーフェの農地を有していた。これにより、同時期にゲーセケにカロリング朝の王領があったことが判る。さらに、アムペンは "Anadopa"、シュメルレッケは "Ismerleke" と記述されている。地域的にシュメルレッケに近い (6 km) ことからこの文書はアルテンゲーセケ（現在はアンレヒテ町内）のことであるとも考えられる。しかしそうではなく、これをゲーセケであるとするのは、アムペンやシュメルレッケが同じヘルヴェーク沿いにあるためである。また、アムペン - シュメルレッケ (15 km)、シュメルレッケ - ゲーセケ (19 km) の集落間の距離もその根拠となる。これらから "Geiske" はやはり、11世紀から12世紀にアルテンゲーセケと記述されるようになる集落とは一致せず、ゲーセケ市のことを指す証拠とされる。さらにゲーセケからは9世紀の定住を証明する考古学的証拠が出土するが、アルテンゲーセケからは11世紀以降のものしか出土しない。また、リクダックは早くも822年には、ゲーセケ中核市区から数 km しか離れていないベニングハウゼンで活動している。
ハオルデ家は、946年に聖ユングフラウと聖キリアクスの栄光に献げる女子修道院を創建した。その6年後にオットー1世はその創設を確認し、この女子修道院をその庇護下に置いた。初代修道院長にはハオルデ家のヴィヒブルクが就任した。ゲーセケに対する「キウィタス」という表記や防衛施設の記述はこの集落の重要性を示す証拠である。
1011年に皇帝ハインリヒ2世からパーダーボルン司教マインヴェルクに広大なハオルト2世伯の遺領が寄進された。これにより、ゲーセケ地域もパーダーボルン司教領となった。3年後、この律修司祭領はケルン大司教区に移譲された。

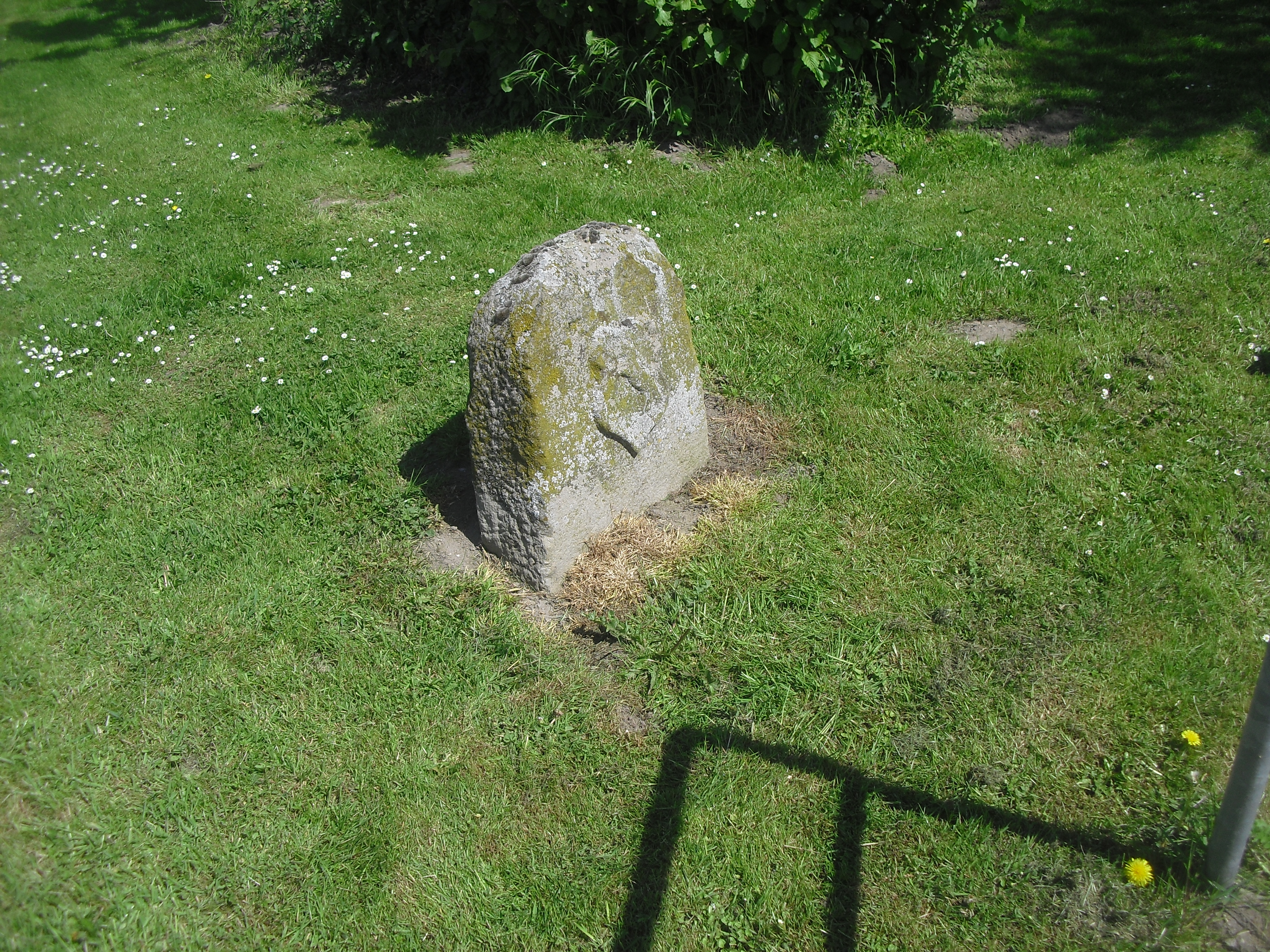
ヴェストファーレン公領とパーダーボルン司教区との境界石

ザクセン公ハインリヒ獅子公は、皇帝フリードリヒ・バルバロッサによって1180年に失脚させられ、ケルン大司教がヴェストファーレン公領を レーエンとして統治した。東のパーダーボルン司教領との領邦境に位置する最も重要な都市集落ゲーセケもこれに含まれた。

### ゲーセケの建設と中世の都市発展
ケルン大司教エンゲルベルト1世は、1217年頃にゲーセケを市に昇格させた。都市機構としては、元々ゾーストの都市法から発展したリューテンの都市法が適用された。パーダーボルンに対する国境機能と、それに伴う不断の騒乱、侵害、略奪により、都市昇格後のゲーセケは堂々たる要塞都市に変貌した。6本の塔と9つの門を持つ長さ 3 km の市壁（高さ 2.5 から 3.0 m、厚さ 1.2 から 1.5 m）が古い防衛施設跡に建設された。その外側に深さ 5 から 6 m の壕と柵が防衛施設として設けられた。1286年に初めてゲーセケを本拠とする伯（ゴー裁判所の伯）が記録されている。ゲーセケ裁判所管区には、シュテルメーデ、ランゲナイッケ、エルムジングハウゼン、メニングハウゼン、エーリングハウゼン、ベニングハウゼン、デディングハウゼン、リックスベック、エスベックが含まれた。それまで紛争が多かったケルンとパーダーボルンの共同統治は、1294年の仲裁判断により解消され、ゲーセケはケルンの領邦に編入された。1317年のゲーセケの教区分割で、市教会と修道院教会はそれぞれ固有の教区を有することとなった。ケルン大司教ハインリヒ2世はこの街に「不移管の特権」を授けた。
ヴェストファーレンで最も古いシュナートガングの行事はゲーセケで行われた。早くも1326年のシュトックハイムの農民台帳にシュナートの木が記述されている。
ヨーロッパで猛威をふるった黒死病（ペスト）はゲーセケも見逃してはくれなかった。1348年にペストが流行し、数多くの市民がその犠牲となった。
1360年に市は、「ホーフェ」と呼ばれる4つの街区、すなわちオストホーフェ（東街区）、ヴェストホーフェ（西街区）、ノルトホーフェ（北街区）ミッテルホーフェ（中街区）に分けられた。これは特に都市防衛や市長・市議会選挙に重要な役割を担った。1374年に聖霊病院が設立された。1356年に設立された都市ハンザにゲーセケが加盟した最初の文献証拠は、1380年に作成されたものである。現在も存続している聖ファービアンおよびゼバスティアンの栄誉に献げるゲーセケの射撃兄弟団は、1412年に初めて記録されている。この射撃兄弟団は、現在、聖ゼバスティアン射撃兄弟団ゲーセケ 1412 という名称を用いて活動している。
1444年から1449年のゾーストのフェーデでは、リップシュタットやパーダーボルンがゾースト側に味方したのに対し、ゲーセケはケルン大司教ディートリヒ2世フォン・メールスについた。このためゾーストとリップシュタットが1445年にゲーセケを攻撃し、市長フリードリヒ・フォン・デア・ボルクを含む8人のゲーセケ市民が死亡した。この攻撃の結果、ゲーセケ、リューテン、ビューレン、ザルツコッテンは1446年に都市同盟を締結した。
画家のゲルト・ファン・ローンは1465年頃にゲーセケで生まれた。フェルネ（ザルツコッテン市内）の教会のフレスコ、パーダーボルン聖堂の「最後の審判の祭壇」、ヘルステの磔刑の祭壇、ミンデン聖堂の磔刑の祭壇などがその代表作である。ゲーセケのヨハン・イミンクは、1469年から1480年までパーダーボルンの補佐司教を務め、1476年から1480年まで司教総代理の地位に就いた。

### 宗教改革からナポレオン時代まで
宗教改革の時代には、1564年に初めてルター派の教えがゲーセケに広まった。
新たに選出されたケルン選帝侯エルンスト・フォン・バイエルンの下で、1584年にゲーセケで領邦会議が開催された。トゥルフゼス戦争（ケルン戦争とも呼ばれる）でこの街は、1591年にオーバーシュタイン伯の軍によって占領され、多額の軍税を支払わなければならなかった。1608年、本市の女子修道院は修道院学校（トリヴィアルシューレ）を創設した。1613年にペスト禍がふたたびゲーセケを襲い、またも多くの犠牲者を出した。
三十年戦争では、ゲーセケは1622年にディートリヒ・オットマール・フォン・エルヴィッテの指揮の下、ブラウンシュヴァイク公クリスティアンと戦った。ブラウンシュヴァイク公はこれ以前にパーダーボルン、ゾースト、リップシュタットを陥落させていた。1622年4月6日と9日の攻撃は、必死の抵抗のため失敗した。ゲーセケは当時占領されることなく存続したヴェストファーレン唯一の都市であった。このできごとを感謝・記念して、現在も復活祭後の第3日曜日にローベタークのパレードが行われている。このパレードは市の土塁を越えて、シュタイン門、ルイーディッシャー門、フィー門を巡る。1633年にゲーセケは8日間包囲された後、ヘッセン方伯ヴィルヘルムの手に落ちた。
1633年、ゲーセケのヨハン・クラーネがウィーンで帝国顧問官会議の顧問官に任命され、これに基づき皇帝からの全権を委任されミュンスターでの「ヴェストファーレン条約」の交渉に参加した。
1635年から1636年に3回目のペストの流行が起こり、多くのゲーセケ住民が死亡した。1637年、本市にフランシスコ会修道院が設立された。1664年にはディックマン商館が建設された。1686年8月19日に選帝侯マクシミリアン・ハインリヒが 5クラスのギムナジウム設立を認可したことを承け、1687年にフランシスコ会が運営するギムナジウム・アントニアヌムが開校した。ただし校舎の建設と維持はゲーセケ市が負担することとされた。市はこのギムナジウムの名称にパドヴァの聖アントニウスを選んだ。
1689年8月30日、ゲーセケで大火災が起こり、市の 1/4 が焼失した。1699年には赤痢がゲーゼケで流行し、約2ヵ月の間に130人の死者が出た。
ゲーセケでは、1604年から1712年まで魔女狩りが行われ、1618年/1619年、1670年/1671年、1691年からの3回の裁判手続きがなされた。1618年から1619年の魔女裁判についての記録書類だけが遺されている。1618年に放浪者の女性アーデルハイト・ルンテが犠牲となった。合計では、少なくとも54人が被告人となり、32人が処刑された（女性 14人、男性と子供 16人）。魔女裁判の時代の文化史的に価値ある証拠が、土塁の東壁にある火薬塔である。この塔は「魔女塔」とも呼ばれ、言い伝えによれば、表向き魔法使いとして告発され、捕らえられた人物がここに収監されたとされる。「魔女ゲーセケ」という慣用句が生まれたが、実際には当時ゲーセケで過度に多くの魔女狩りがなされたという証拠は存在しない。
1705年にマリア＝ヒルフ礼拝堂が完成した。ゲーセケ出身でパーダーボルンの補佐司教であったマインヴェルク・カウプは、1733年にアプディングホーフ修道院の院長となり、1745年までこの職を務めた。
世俗化に伴い1802年にケルン大司教領が廃止された後、ゲーセケを含むヴェストファーレン公領はヘッセン＝ダルムシュタット方伯領となった。1806年には 447戸、2,741人が住んでおり、このうち 2,593人がカトリック、134人がユダヤ教、14人がルター派を信仰していた。

### プロイセン統治下のゲーセケ
ゲーセケは1816年にプロイセンに併合され、新たに創設されたリップシュタット郡に編入された。教皇勅書により、旧ケルン大司教領のヴェストファーレンは1821年にパーダーボルン司教区に移管され、ゲーセケもパーダーボルン司教区に組み込まれた。1823年に聖キリアクス女子修道院、1834年にフランシスコ会修道院が廃止された。旧フランシスコ会修道院は1841年に州の養護施設となり、後に郡立病院となった。この郡立病院はやがてリップシュタット＝ベニングハウゼンのヴェストファーレン病院に統合された。同じく1841年にアムト・シュテルメーデが成立した。このアムトは、シュテルメーデ、ランゲナイッケ、エーリングハウゼン、エルムジングハウゼン、エリンガーフェルト、エスベック、リックスベック、ベーケンフェルデ、デディングハウゼン、ベニングハウゼン、メニングハウゼンからなっており、その行政機関は、初めはエーリングハウゼンに、その後シュテルメーデに置かれた。

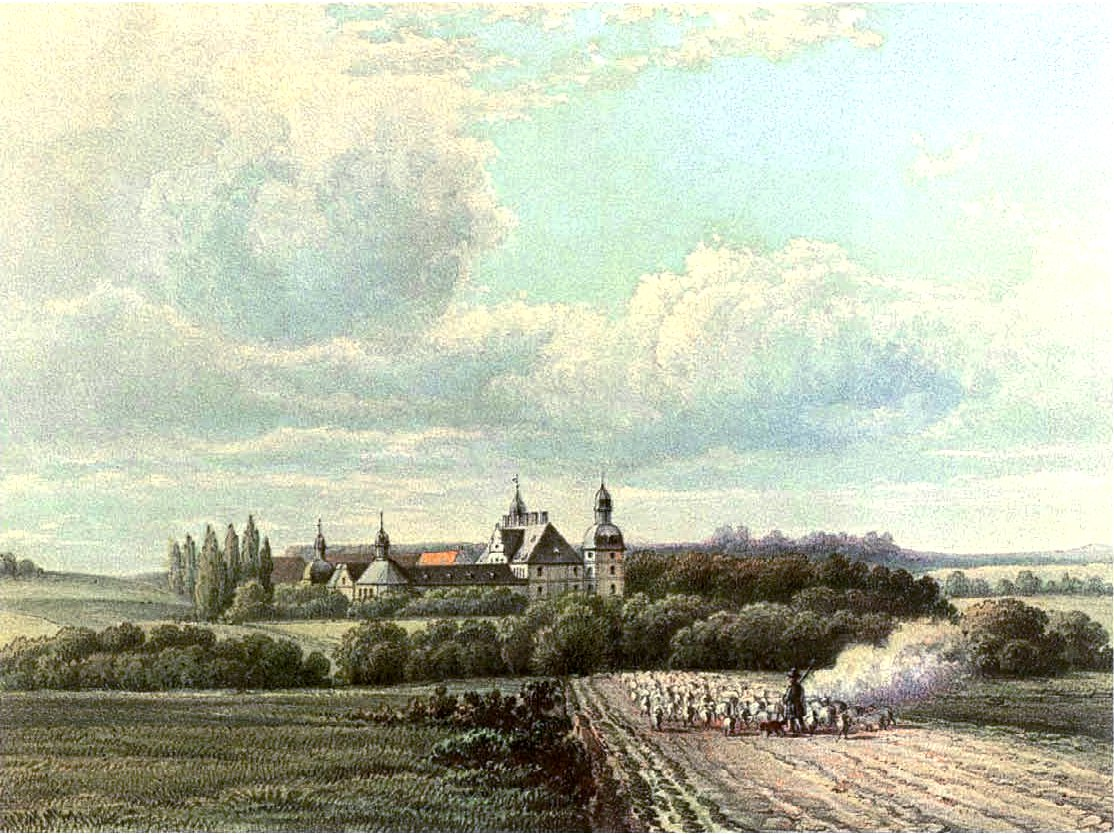
19世紀（1857年から1883年の間）のエリンガーフェルト城

1850年に王立ヴェストファーレン鉄道会社のハム - パーダーボルン線が開業し、ゲーセケに駅が設けられた。1854年にゲーセケ市立貯蓄銀行が設立された。「ヴェストフェリシャー・フォルクスフロイント」（直訳:「ヴェストファーレンの人民の友」）というタイトルで1868年にゲーセケ初の新聞が創刊された。同じ年に、本市で初めての街灯として石油ランプが設置された。1811年から開催されていた家畜市（その後雑貨市も開かれた）は、1870年にゲッセルマルクトと改名され、1933年に教会祭と結びついてこの街最大の世俗祭となった。
1892年に現在も刊行されている「ゲーセカー・ツァイトゥング」が創刊された。その2年後にゲーセケの消防団が結成された。1899年内市街のバッハ通りが暗渠化された。それまでこの通りは、水堀であった。現在も病院前の泉「ゲーセケ・シュプリング」がこの事をしのばせる。
1900年にゲーセケ - ビューレン線が、鉄道ハム - ヴァールブルク線とアルメタール鉄道との接続路線として営業運転を開始した。これにより、長年ゲーセケの重要な経済ファクターであったセメント産業の発展が助長された。同じ年に市立発電所が発電を開始し、街灯が電気化された。その1年後には電話網に接続した。
1914年、2年間の工期の後、市の上水道が完成し、稼働を開始した。第一次世界大戦が終戦した1918年、ゲーセケの人口は 6,031人であった。
1933年、厳格なカトリックのゲーセケに初めて福音主義教会が建設された。

### 国家社会主義と第二次世界大戦
ヒトラーの権力掌握直後の1933年にはすでに、ゲーセケでユダヤ系住民に対する最初の排斥が始まった。ゲーセケ市民に、ユダヤ人と商売をしないよう呼びかけるチラシが配られた。1935年、戦没者を高く称賛するために、ローゼンタイヒに戦没者記念碑が建立された。1938年11月の排斥運動（水晶の夜）では、ゲーセケでも11月9日から10日の夜にゲーセケ在住のユダヤ人家族に対して暴行がなされた。これに続いて地元のSSがユダヤ人を逮捕し、ゲーセケのシナゴーグに収容した。その後ゲーセケに残っていたわずかなユダヤ人は町を去るか、強制収容所に送致されるかした。
第二次世界大戦中、ゲーセケは長らく攻撃から免れていたが、1944年と1945年に何度も激しい爆撃を受けた。特に難民でいっぱいだったゲーセケ駅では130人の犠牲者が出た。1945年4月1日にアメリカ軍がこの街を占領した。

### 戦後
戦後、難民や追放された人々が流入したことで人口は、1938年の 7,341人から1946年の 9,728人にまで急速に増加した。1948年から1952年に、さらに増加した人口に対応するために住宅地「アウフ・デン・シュトリッケルン」が市の西側に建設された。人口増加により、新しいカトリックの教会組織が必要となった。このため1954年、市の南部でカトリックのマリエン教会の定礎がなされ、1957年11月17日に完成した。
1960年代に増加し続けた自家用車のために内市街を迂回する連邦道 B1号線のバイパス道路が建設され、歴史的建造物を持つヘルヴェークは通り抜け交通の負荷が軽減した。このバイパス道路は1965年に完成した。
1968年、ゲーゼケのイングリット・ベッカーはメキシコオリンピック五種競技で金メダルを獲得した。

### さらなる発展
1974年12月31日時点のゲーセケ市の人口は、13,239人であった。地域再編に伴い、シュテルメーデ、エーリングハウゼン、エルムジングハウゼン、エリンガーフェルト、ベニングハウゼン、メニングハウゼン、ランゲナイッケからなるアムト・シュテルメーデは、1975年にゲーセケ市に統合され、新たに創設されたゾースト郡に編入された。1975年1月1日、この新しい都市の人口は19,940人となった。
1978年5月5日、ゲーセケ市とフランスのロス市は姉妹都市協定を締結した。その友好文書には、以下のように記されている。
我々、ロス市長とゲーセケ市長は、我らが市民の同意を得て、我々両都市間の永続的な友情を誓います。生活の可能な限り多くの場面が、絶えることのない活発な交流で満たされることでしょう。我々は、この友情が我々の市民の心からの願いであるとともに、政治上必須のフランス国民とドイツ国民との共同作業に寄与するものであると確信しています。そして、最終的には、心からの言葉によって結びついたすべての民衆の平和的共存につながるものでありましょう。—ロス市長 Avinee （署名）、ゲーセケ市長 ハインリヒスマイアー （署名）
ゲーセケは、ハンザ衰退後300年以上を経た1983年6月25日に、他の19の旧ハンザ都市とともにヴェストファーレン・ハンザ同盟の設立文書に署名した。1985年、ゲーセケとそのフランスの姉妹都市ロスはパリで、独仏友好平和賞を受賞した。
同じ年、市南部の耕作地での発掘作業により、13世紀に建設された廃村エルジングハウゼンの基礎壁が発見された。研究者らはこれを全国的に重要な出土品と格付けた。
1994年にゲーセケ市は、移民との模範的融和に対する連邦賞（銅メダル）を授与された。
ゲーセケ出身のライハルト・マルクスは、1996年9月22日に43歳にしてパーダーボルン聖堂の司教に就任した。これは当時ドイツで最も若い司教であった。マルクスは2002年にトリーア司教区の司教となり、2008年にはミュンヘンおよびフライジング大司教に就任した。彼は、2010年には教皇ベネディクト16世によって名義聖堂サン・コルビニアーノの枢機卿として枢機卿会に座を占めた。
ゲーセケ市（市区部を含む）の人口は1998年に初めて2万人を超え、20,097人となった。

### 市町村合併
1974年7月9日の「ミュンスター/ハム地域の市町村及び郡の新設に関する法律」に基づく1975年1月1日の地域再編で、ゲーセケと旧アムト・シュテルメーデは、新たな都市ゲーセケ市として統合された。これにより、旧アムト・シュテルメーデからシュテルメーデ市区、エーリングハウゼン市区、ランゲナイッケ市区、メニングハウゼン市区、ベニングハウゼン市区、エリンガーフェルト市区が中核市区に加わった。かつてアムト・シュテルメーデに属していたエスベック、リックスベック、ベーケンフェルデ、デディングハウゼンは、リップシュタット市に編入された。

## 住民

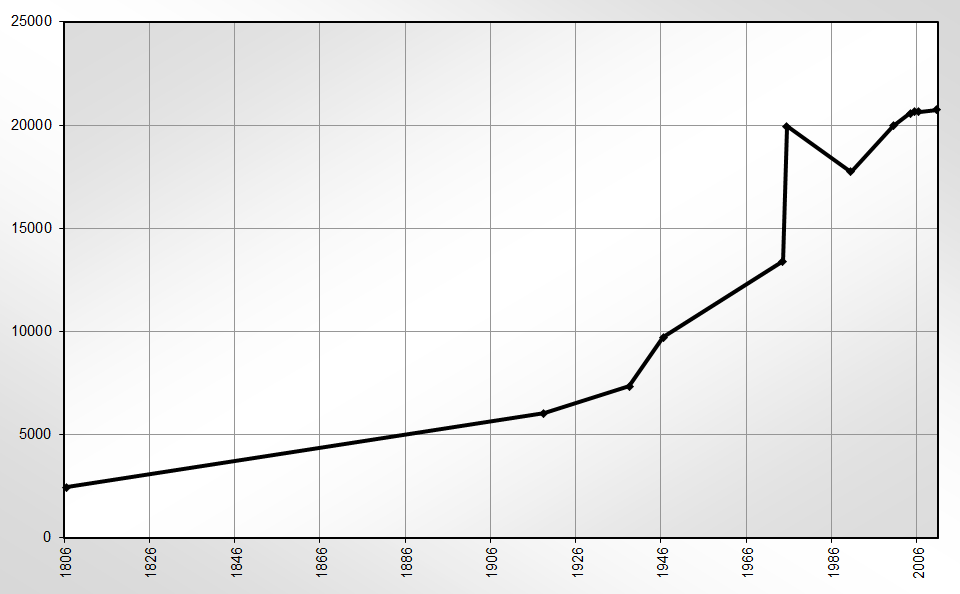
1806年から2010年までのゲーセケの人口推移グラフ

### 人口推移
右のグラフは、各時点の市域における人口を示している。値は人口調査結果あるいは州統計局の公式な研究値である。1975年からは、合併によってゲーセケ市を形成した旧アムト・ゲーセケおよび旧アムト・シュテルメーデの市町村の人口が含まれている。
2015年12月31日の年齢別人口分布は、0歳から18歳が 19.8 %、18歳から30歳が 14.6 %、30歳から65歳が 47.5 %、65歳以上が 18.0 %であった。外国人の比率は 7.9 %、2017年10月現在の失業者数は 562人であった。

## 行政

### 市議会
ゲーセケ市議会は36議席からなる。

### 首長
1975年の市町村合併後の市長を列記する。
- 1975年 - 1989年: ヴィリ・ハインリヒスマイアー (CDU)
- 1989年 - 1994年: ヘルムート・ホーマン (SPD)
- 1995年 - 2014年: フランツ・ホルトグレーヴェ (CDU)
- 2014年 - : レムコ・ファン・デア・フェルデン (CDU)[20]

1902年から1974年のゲーセケ市の紋章

### 紋章
現行のゲーセケ市の紋章は1977年8月17日に認可された。それ以前この街は、1902年11月16日に認可を得た銀の十字を描いた紋章を使っていた。銀の十字は中世初期からすでに印章に使われていた。現存する最も古い使用例は1237年のものである。この十字は、ケルン選帝侯の十字（銀地に黒十字）から転用されたものである。この十字は1700年頃に初めて公式な市の紋章として使用された。
車輪は、地域再編によってゲーセケ市に統合されたアムト・シュテルメーデを表すものとして紋章に採用された。

### 姉妹都市
- ロス（フランス、ノール県）1978年[14]

ゲーセケは1983年から新ヴェストファーレン・ハンザ同盟に加盟している。

## 文化と見所

### 演劇と音楽
ギムナジウム・アントニアヌムの講堂は、大きな音楽イベントや演劇上演など（たとえば新年のレセプションなど）に利用されている。講堂で行われるほとんどのイベントは市の文化協会によって運営されている。

### 博物館
ゲーセケには、ディックマン邸内に郷土博物館「ヘルヴェーク＝ムゼウム」がある。この博物館の建物は、中世にはゲーセケの最も重要な通りであったヘルヴェーク沿いのバロック様式のディーレンハウスである。地質学コレクション、先史時代コレクション、郷土博物館に必須の文物（市門の鍵、都市の景観図など）の他に、ヘルヴェーク＝ムゼウムは民俗学コレクションや中世のフィブラのコレクションを収蔵している。
エリンガーフェルト市区には紡績民俗文化国際博物館がある。この博物館は、世界中の、主に18世紀から20世紀の紡績に関する民俗学コレクションを展示している。

### 建築物

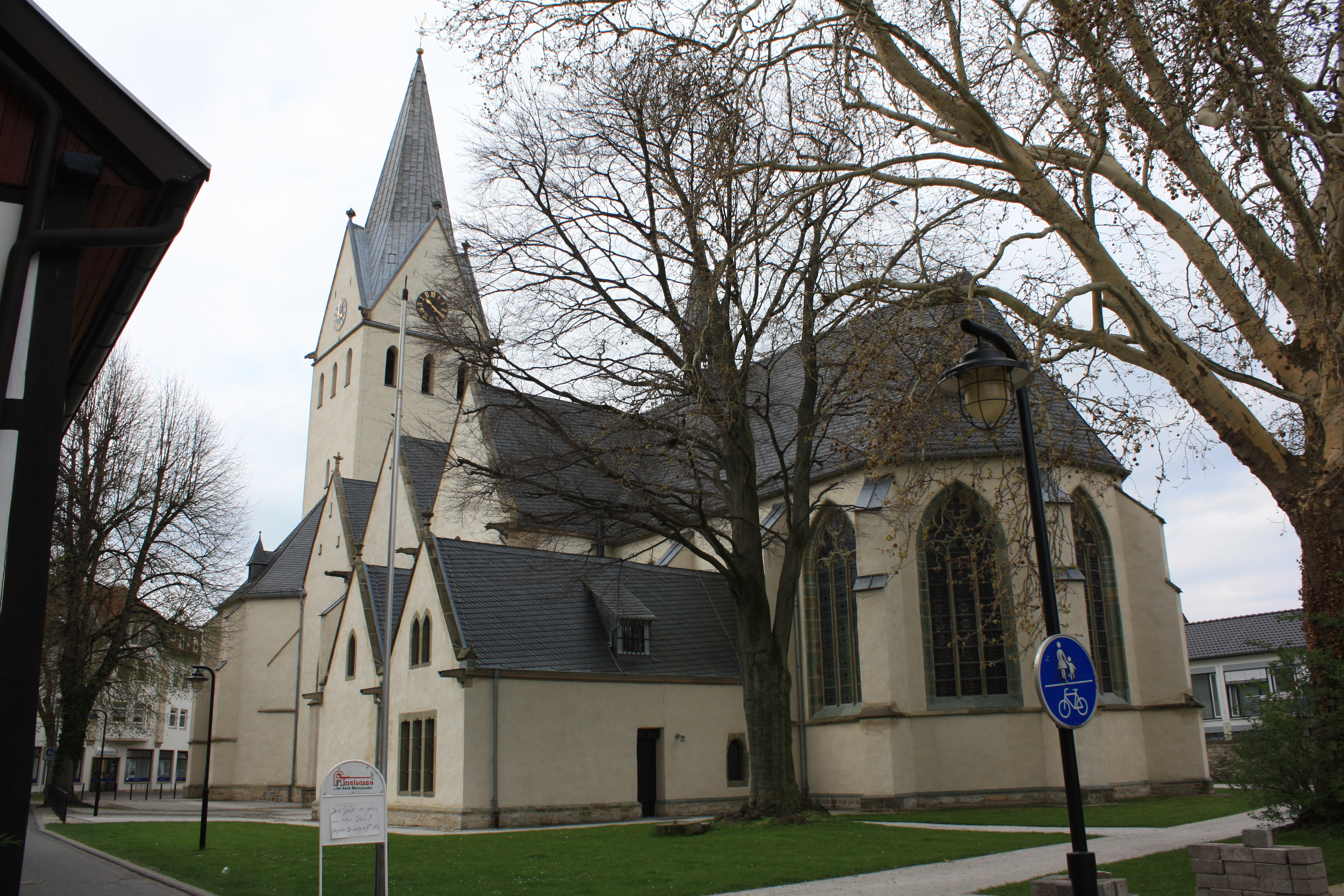
聖ペトリ教会

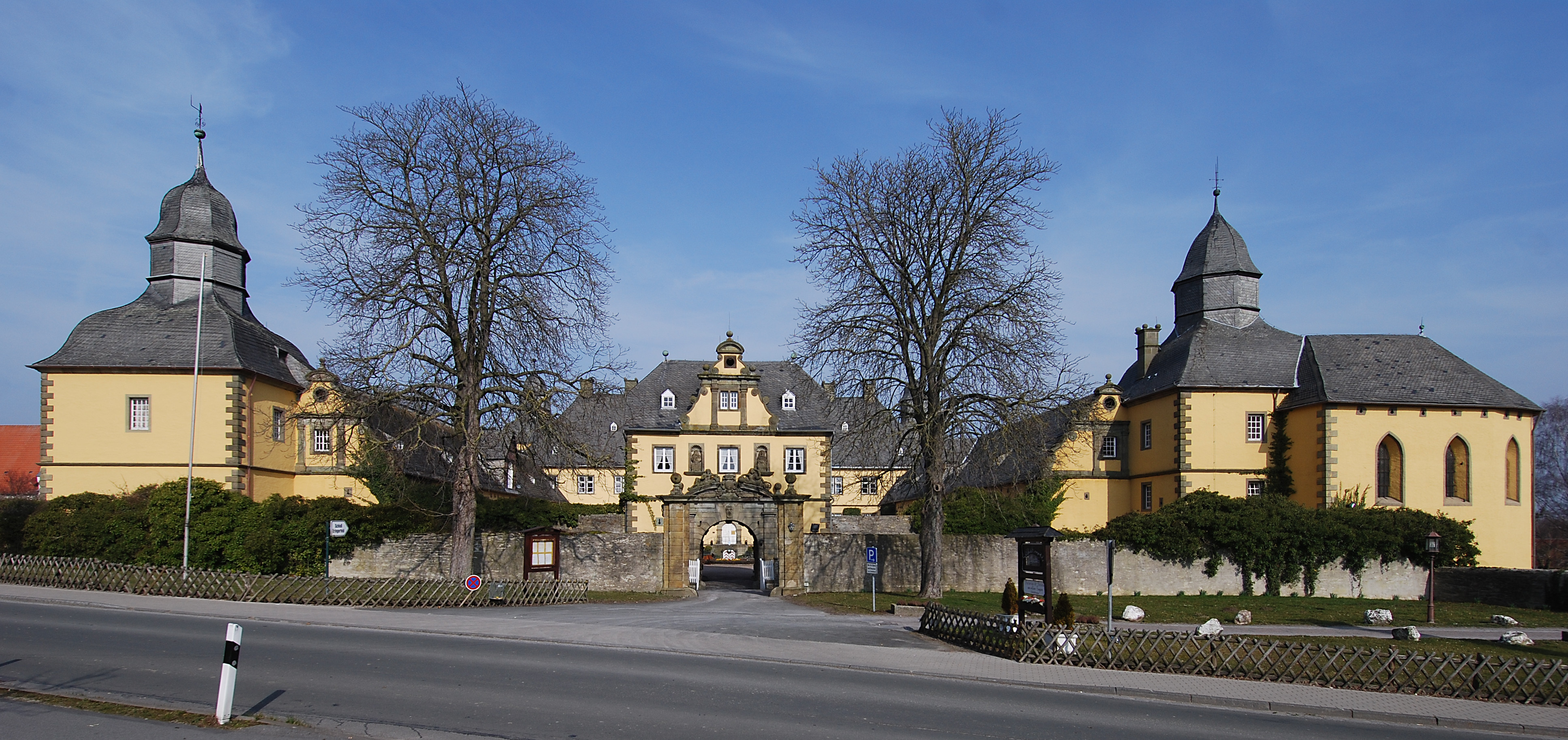
エリンガーフェルト城

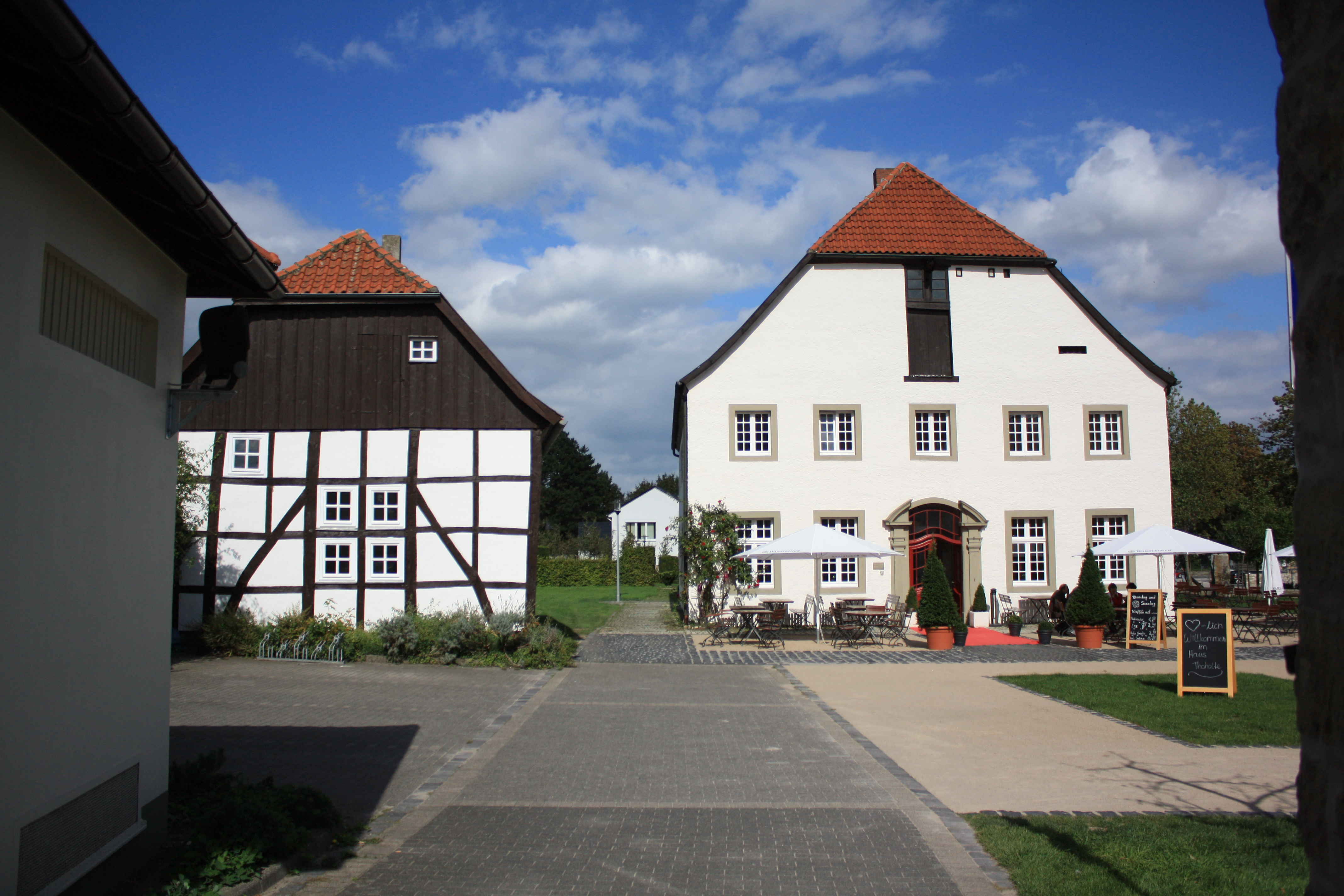
トホルテ邸

- 教会: 聖ペトリ教区教会、聖キリアクス教区教会、洗礼者聖ヨハネ修道院教会（ゲーセケ）、聖マリエン教会
- 旧市庁舎は1893年に建設された。現在は会議室および戸籍役場が入居している。
- シュテルメーデ城趾。シュテルメーデには、中世には城砦が存在した。この城は貴族家のヘルデ家、ボホルツ家、コルフ家の居城であったが、付属の所領とともにボホルツ＝メシェーデ伯ヴィルヘルムが遺産として引き継いだ。この家屋敷は1880年に土地所有者のモダーゾーンに売却された。この土地は1885年に最終的にケッテラー＝ハールコッテンおよびシュヴァルツェンラーベン男爵フリッツに売却された。1970年代からは市の所有となっている。
- エリンガーフェルト城。このエリンガーフェルト市区にあるバロック城館は、1676年から1699年に聖堂参事会員ヨハン・ゴットフリートとラバヌス・クリストフ・フォン・ヘルデによって家族修道院として建設された。建築家はシュテルメーデのヨプスト・シェックとエルデの建築家アムブロジウスである。
- トホルテ農場は、半切妻屋根を戴く簡素な漆喰塗りの領主館で、1714年に経理責任者のヨハネス・オットー・フィッシャーによって建設された。最も古い箇所は組み込まれた16世紀に建設された石蔵である[23]。付属建造物では、かつての物置だけが遺されている。この18世紀に建設された木組み建築は、1987年から1988年に修復された。
- ベッデーケン修道院の旧十分の一税区裁判所。1443年にはすでにゲーセケにベッデーケン修道院の建物があった。これに付随する建物のうち、4階建ての納屋兼住居が遺されている。この建物は本市の最も古い世俗建築とされている。その後この建物はギムナジウムの建設のために一旦撤去されたが、1974年から1975年に大規模な修復がなされた[24]。より新しい表側の家屋は取り除かれた。1984年から1988年まで市立文書館としてされ、石蔵は郷土民俗協会の倉庫として利用された。この他この建物では、展覧会や朗読会が行われている。
- 住居建築。ゲーセケは、近隣のゾーストとは異なり、第二次世界大戦で大きな被害を免れたにもかかわらず、その後の数多くの解体工事や近代化政策によって、一貫してまとまった古い景観は遺っていない。かつて通りは破風側を向けた木組みのディーレンハウスを特徴としていた。ヘルヴェークにはそうした例が多く遺されている。1600年以前に建設された建物がヘルヴェーク1番地とヘルヴェーク40番地に遺っている。中核部がこの頃に建設されたが、1734年の銘がある建物もヘルヴェーク8番地にある[25]。ヘルヴェーク23番地は年輪年代測定法により1459年と同定された[25]。この建物は元々2階建てであったが、18世紀に階が増築され、大きく造り替えられた。クライナー・ヘルヴェーク10番地の建物は三十年戦争が始まった頃に建てられたもので、1618年の銘を持つ[26]。三十年戦争終結後にヘルヴェーク11番地と22番地（ともに1665年）が建設された。この街の最も立派な木組み建築の一つが1664年に商人フリードリヒ・ディックマンのために建てられたヘルヴェーク13番地である。この建物は追加の納屋階を有しており、裏側部分には地下のホールが設けられている。かつて「ハウス・ツーム・グローテン・シュタイン」と呼ばれたこの建物は19世紀に大きく改築され、かつて大きな出入り口でつながっていた土間は、内装によっていくつかの部屋に分けられた[27]。市は1951年にこの建物を購入し、1954年から郷土博物館として活用している。特に印象的なのが、フェッヒャーロゼッテ[訳注 4]で装飾されたマルクトプラッツ1番地である。この建物は1550年頃に建設されたと推測される[25]。玄関の梁に刻まれた「1545」の銘は建築時の年号であろう。これらに加えて、内市街には多くの石蔵が存在する。1665年に建設されたヘルヴェーク11番地の木組み建築（旧ホテル・ヴィルパース）の裏に4階建ての立派な建物があり、銘によれば1705年に建設された[28]。この他の石蔵跡は、マルクトプラッツ6番地の「アルター・ラートシェンケ」の裏や、ヘルヴェーク1番地の木組み建築旧ゲッデ旅館の裏にある。
- 修道院学校。修道院教会の近くに位置する半切妻屋根の木組み建築で、1608年に建設された。外装に修道院長マリア・フォン・インプゼンの紋章が掲げられている。
- 都市防衛施設。13世紀初めに6つの門と13本の塔、および19世紀に取り壊された市壁のうち、半円形の火薬塔（魔女塔とも呼ばれる）の跡だけが遺されている[29]。かつて現在木が植えられている土塁は、全長約 3 km がほぼ完全に遺されている。

- 聖キリアクス教会
- シュテルメーデ城趾
- トホルテ農場の物置
- ヘルヴェーク40番地
- 修道院学校

### 公園
内市街には、ゲーセカー池、トホルテ邸、聖キリアクス教会の周りに小さな公園がある。この公園は整備され、遊戯広場やトレーニング広場（固定式のスポーツ器具がある）が設けられた。教会の近くにある新しい水車は、かつての滝の替わりである。トホルテ邸は現在、カフェとして営業している。

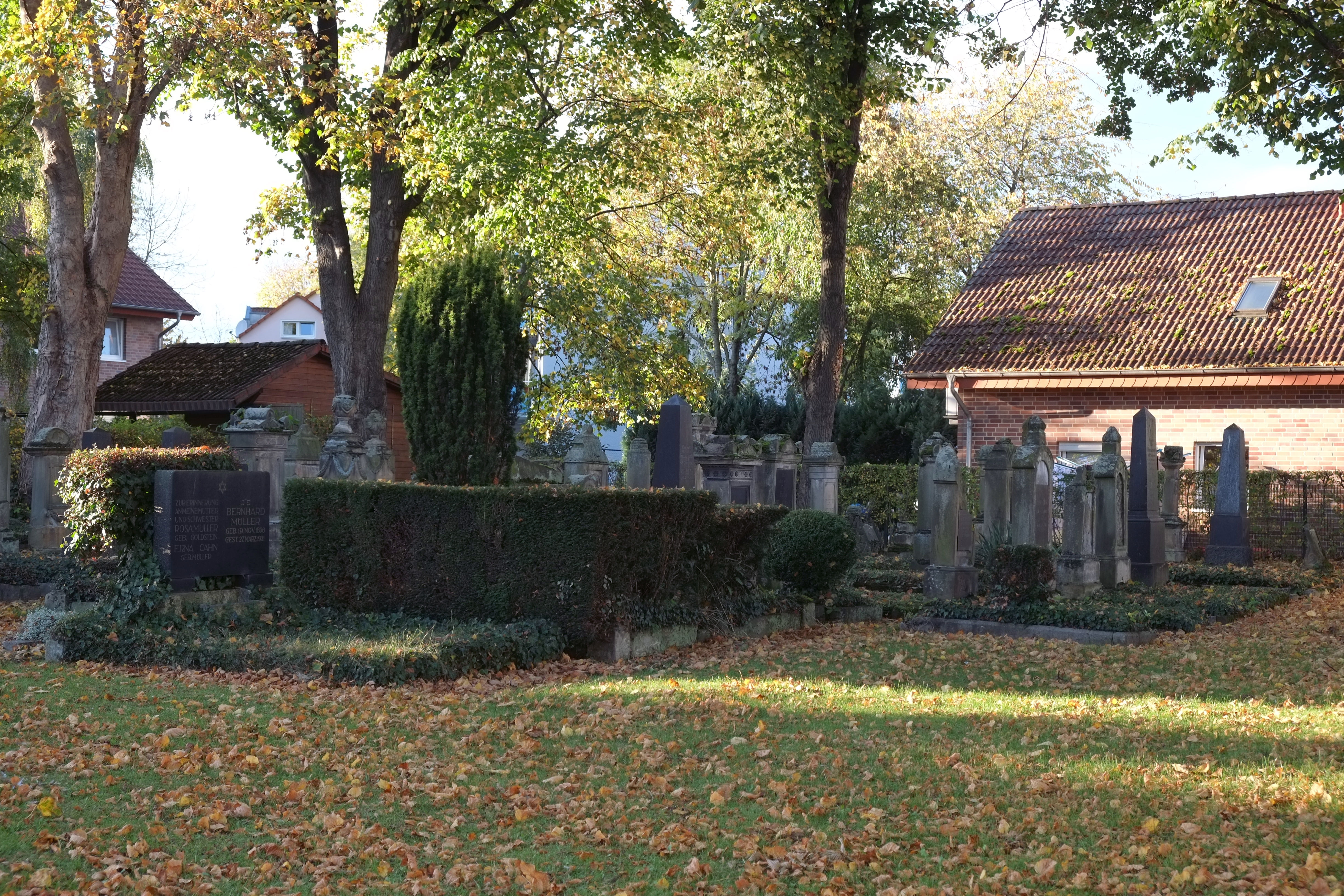
ゲーセケのユダヤ人墓地

### 墓地
ゲーセケには全部で6つの墓地がある。中核市区のデルブリュッカー通り、エーリングハウゼン、シュテルメーデ、ランゲナイッケ、メニングハウゼンにある。エーリングハウゼナー通りにはユダヤ人墓地があるが、現在は埋葬に用いられていない。

### 映画
1984年までゲーセケのヘルヴェークに映画館があった。これ以後は、映画を観るためにはリップシュタットかパーダーボルンへ出かける必要がある。かつて映画館を再開させようという努力が栗かシナされた。映画館は、昔のままの状態で存在している。

### 年中行事
- ゲッセル教会祭は、5月の第1木曜日から4日間にわたって開催され、ゲッセル市、数多くの飾り付けられた車および子供グループや音楽隊が参加する日曜日の春の祝祭パレード、ヘクセンシュタットラウト（直訳すると「魔女の都市の大騒ぎ」）が行われる。締めくくりは日曜日の花火大会であったが、2011年には財政的理由で取りやめになった。
- 6月第2週末のワイン祭
- 9月の魔女の都市祭
- 第1アドヴェントの週末にマルクト広場で開催されるクリスマスマーケット。
- 「マリア・シュス」の聖像への巡礼が定期的に行われる。
- 市民射撃クラブ e.V. 1950 ゲーセケの射撃祭。聖霊降臨祭に行われる。
- 聖ゼバスティアン射撃兄弟団 1412 e.V. の射撃祭は7月の第1週末に開催される。
- Zゲージ鉄道模型の国際 Z-ウィークエンドは2年ごとに開催される。

## 経済と社会資本

### 交通

#### 道路
ゲーセケは、最重要な交通路として街を東西に貫く連邦道 B1号線を有している。市域内の B1号線は改造され、すべての交差点がラウンドアバウトに置き換えられた。さらにゲーセケ市の市域の南部で、ドルトムントからカッセルに向かうアウトバーン A44号線に接続している（ゲーセケ・インターチェンジ）。比較的良好に拡張された州道が、この街と隣接するリップシュタットとを結んでいる。

#### バス
本市には2本の市バス路線（692号線と695号線）とリップシュタット行き（R63号線）、パーダーボルン行き（493号線）、ビューレン行き（465号線）の地方バス路線がある。この他に、通学バスとして運行されているバス路線（691号線、693号線、694号線、540号線）がある。市バス 692号線はメニングハウゼンでリップシュタット行きの地方バス R64号線に接続している。運営しているのは、バーンブス・ホーホシュティフト (bbh) とルール＝ジークバス交通 (BRS) である。
定期路線バスは市内全域をカバーできていない。一部では、最寄りのバス停までも長い徒歩に耐えなければならない。さらに予算削減のために、数年前に設けられたばかりのバス路線 695号線の運行ルートを短縮せざるを得なかった。
2002年まで駅前広場に中央バスターミナルがあった。これが手狭になったため、駅舎の西側の旧貨物積載場跡に、ガラスを多用した新しく、明るいバスターミナルが建設された。

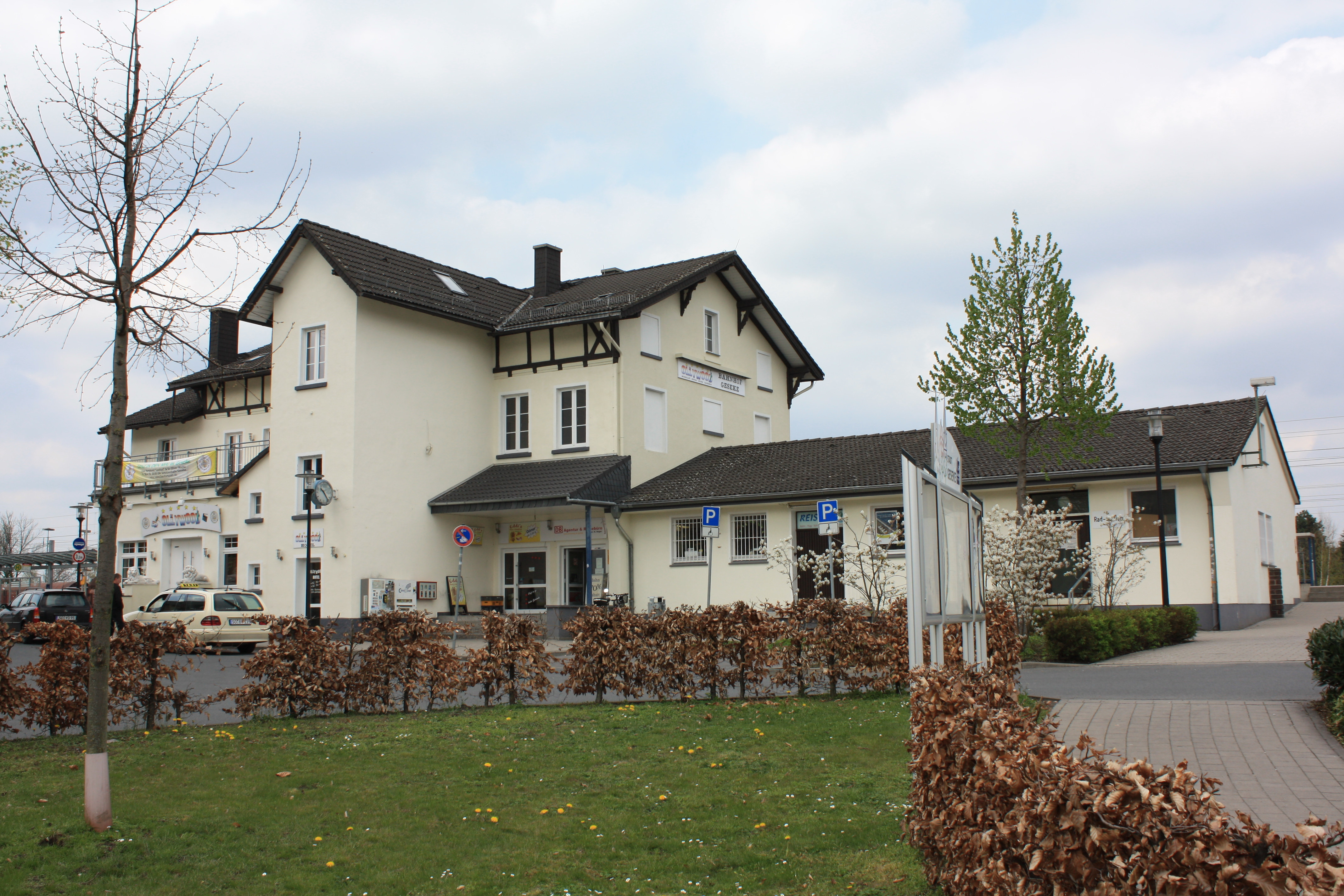
ゲーセケ駅

#### 鉄道
ゲーセケ駅は、鉄道ハム - ヴァールブルク線の駅である。この駅では、30分間隔でレギオナルバーン RB89 エムス＝ベルデ鉄道（ミュンスター - ハム - パーダーボルン - ヴァールブルク）が発着する。この他の駅はエーリングハウゼン市区にある。
1900年に開通し、かつてはビューレンまで運行していた鉄道ゲーセケ - ビューレン線は、1952年に旅客運行を停止した。この路線は現在も運行されていないが、市の南部に位置するセメント工場へ運行されており、WLE、EGP、WABによって工業路線として利用されている。
この地域の鉄道交通組織を管轄しているのは、SPNV ルール＝リッペ目的連合である。

#### 航空
パーダーボルン/リップシュタット空港は本市の南約 10 km に位置しており、ビューレン市のアーデン地区から約 2 km離れている。ミュンヘン行きの飛行機の他、特に南のリゾート地へ向かう飛行機が多く発着する。
この空港は、連邦道 B1号線で直接行くことができるほか、アウトバーン A44号線のビューレン・インターチェンジを使って行くこともできる。空港に直接乗り入れることができる公共交通機関は、パーダーボルンおよびビューレンからのバス（高速バス 400号線）だけである。ゲーセケからは、ビューレン乗り換えのバスで行くことができる。

#### 自転車
ゲーセケ市内を広域自転車道 R6号線（ヴェーゼル近郊のデマーヴァルトからヴィレバートエッセン）と R47号線（デュマー湖からバート・ラースフェ）および、テーマルートのヘルヴェーク＝ルートおよび国際的に活躍した自転車レーサーのエリック・ツァベルにちなんで命名されたツァベル広域ルートが通っている。ゲーセケは州全体をカバーする NRW 自転車交通網に組み込まれている。これは州のあらゆる市町村を一続きの道で結ぶものである。
市レベルの自転車道については、市内全域に標識を備えた自転車道が多く整備されている。ゲーセケ駅の敷地と建物は、十分な数の自転車を安全・確実に駐輪することができる。

### 企業
重要な企業を以下に列記する。
- 「ゼドゥス・システムス」、従業員数 175人の事務用家具製造（2007年12月31日まではゲーセケ・ビューロメーベルヴェルク GmbH）[33]
- 「ドイチェ・インドゥストリーバウ」、プレハブのホールやオフィスの製造業者で、本社に工場を有している。
- セメント産業の分野では、マールヴェルク・エルザとミルケ・セメント工場を持つハイデルベルク・マテリアルズ、フォルトゥナ・セメント工場を有する「ディッカーホフ」がある。
- 器具・機械製造および鋳造技術分野の組み立て工場は、「ドルックグス・ヴェストファーレン」や、従業員数150人の機械製造・鉄鋳造業者「ショーンラウ・ヴェルケ」がある。
- 「パブリックプレス出版」は、25年以上にわたってレジャー地図（レジャー体験、自転車・散策地図など）と製造・販売しており、この分野におけるドイツのリーディングカンパニーとなっている。

ゲーセケには、総じて中小企業が多くある。たとえばヘラやBMWといった大企業の工場がゲーセケとザルツコッテンとの間の地域へ進出する計画は頓挫した。

### メディア
1974年までゲーセケには固有の新聞「ゲーセカー・ツァイトゥング」があった。この年にこの新聞が「デア・パトリオート」に吸収されて以後は、「デア・パトリオート」の地域版が刊行されているだけであるが、その編集局は以前と変わらずゲーセケにある。吸収合併の際に「ゲーセカー・ツァイトゥング」という名称は残すことが合意された。このため「デア・パトリオート」はゲーセケ市内では「ゲーセカー・ツァイトゥング」の名称で刊行されている。ゲーセケではこの他に、広告収入で出版される週刊紙「ノイエ・レギオナーレ」やリップシュタットで作成されている「ヴォーヒェンティップ」が刊行されている。
ゲーセケで有名なオンライン＝メディアがニュースポータルの「フォイエルヴェール＝ゲーセケ.de」（2001年から）と「ゲーセケ＝ニュース.de」（2009年から）である。

### 公共機関
- 派出所。1993年、経費削減のためゲーセケの派出所は閉鎖され、これ以後リップシュタットの管轄下に置かれた。しかしその数年後には、市民と警察の連携を可能にするために、警察の市民窓口がこの街に再び設けられた。この窓口は月曜日から金曜日まで3時間開業していた。そして2007年2月にはゲーセケに再び派出所が設けられたが、業務しているのは月曜日から土曜日の8時から24時までだけである。これ以外の時間は、これまで通りリップシュタットが管轄している。
- 消防団。ケルンシュタットとシュテルメーデ市区に消防隊が、ランゲナイッケとメニングハウゼン市区に消防班が配備されている。
- 救急監視所（ゾースト郡救急サービス）
- 病院「ツーム・ハイリゲン・ガイスト」（聖霊病院）。早くも1374年に設立されたこの病院は、1990年代末に健康保険会社から契約を打ち切られた。これは病院の閉鎖を意味した。市と病院との法的な交渉の結果、現在この病院は病床数を大幅に削減し、救急病院として存続している。専門診療科もほとんど閉鎖され、現在は内科と救急外科だけになっている。産婦人科と耳鼻咽喉科は麻酔科とともに廃止された。この病院は老人養護分野を第2の軸としており、長・短期養護ステーションを開設している。
- マルクト広場の司祭館の図書館。図書館は、カトリック教会組織聖キリアクス教会、聖ペトリ教会、聖マリエン教会が運営しており、火曜日、水曜日、木曜に開館している。

### 教育
- アルフレート＝デルプ＝シューレ（基礎課程学校）
- ディートリヒ＝ボーンヘッファー＝シューレ（実科学校）
- エーディト＝シュタイン全日制本課程学校
- 老人養護専門セミナー
- 聖マリエン基礎課程学校
- ギムナジウム・アントニアヌム。ザルツコッテンには市内にギムナジウムがないため、市域を超えて学区を設けている。
- ドクトル＝アデナウアー＝シューレ（基礎課程学校）
- 私立ギムナジウム・寄宿制学校エリンガーフェルト（2006年夏から）運営母体はパーダーボルンのレーゲンボーゲン教育工房である。
- ゼクンダーシューレ・ゲーセケ（2013年から）
- 市立音楽学校
- ビューレン＝デルブリュック＝ゲーセケ＝ヘーフェルホール＝ザルツコッテン＝バート・ヴュンネンベルク目的連合の市民大学

## 人物

### 出身者
- ルートヴィヒ・シュプマン（1851年 - 1920年）建築家
- ヴィルヘルム・フォン・ケテラー（1906年 - 1938年）外交官
- フェルディナント・ファプラ（ドイツ語版、英語版）（1906年 - 2007年）サッカー選手
- イングリット・ベッカー（1942年 - ）陸上競技選手、メキシコオリンピック（五種競技）およびミュンヘンオリンピック（400メートルリレー走）金メダリスト
- ラインハルト・マルクス（ドイツ語版、英語版）（1953年 - ）トリーア司教、ミュンヘンおよびフライジング大司教を歴任した。
- トーマス・ベアテルス（1986年 - ）サッカー選手

### ゆかりの人物
- デットマール・クラマー（1925年 - 2015年）サッカー選手、1947年から1948年まで VFLゲーセケでトレーニングした。
- カール＝ハインツ・ヴィーゼマン（ドイツ語版、英語版）（1960年 - ）シュパイアー司教、1986年から1990年

## 訳注
1. ↑  Privilegium de non appellando、この街の裁判所での案件を上級の裁判所に訴え出ることを妨げる権利
2. ↑  ドイツ語: Schnadgang。ヴェストファーレン、ヘッセン、オスナブリュック周辺の多くの町で行われている伝統行事。Schnadeは「境界」を意味しており、これを行き来することを意味する。
3. ↑  ドイツ語: Dielenhaus、ドイツ北部で見られる家屋の建築様式で、大きな入り口扉を備えた広い土間を持つ建物。Diele = 玄関フロアで、北部では特に土間を意味する。
4. ↑  ドイツ語: Fächerrosette。半円形のロゼット文様。ドイツ北部の木組み建築の装飾に多用される。